# Maryna Bech-Romanczuk
Maryna Bech-Romanczuk (ukr. Марина Бех; ur. 18 lipca 1995 w Chmielnickim) – ukraińska lekkoatletka specjalizująca się w skoku w dal i trójskoku. Jej mężem jest ukraiński pływak Mychajło Romanczuk.
W 2011 zajęła 5. miejsce na mistrzostwach świata juniorów młodszych oraz zdobyła złoto olimpijskiego festiwalu młodzieży Europy. Finalistka mistrzostw świata juniorów w Barcelonie (2012). Rok później sięgnęła po brąz juniorskich mistrzostw Europy oraz nie awansowała do finału podczas mistrzostw świata w Moskwie. Dwunasta zawodniczka mistrzostw Europy (2016). W tym samym roku startowała na igrzyskach olimpijskich w Rio de Janeiro, podczas których przeszła przez eliminacje i nie zaliczyła żadnej udanej próby w konkursie finałowym. Siódma zawodniczka halowych mistrzostw Europy w Belgradzie (2017). W tym samym roku stanęła na najniższym stopniu podium młodzieżowego czempionatu Europy w Bydgoszczy. Rok później w Berlinie została wicemistrzynią Europy. W 2019 zdobyła 3 medale światowych imprez: brąz halowych mistrzostw Europy, złoto na uniwersjadzie oraz została wicemistrzynią świata. Dwa lata później została halową mistrzynią Starego Kontynentu, natomiast w 2022 roku została wicemistrzynią świata w hali oraz mistrzynią Starego Kontynentu w trójskoku. Srebrna medalistka światowego czempionatu w Budapeszcie (2023) w tej samej konkurencji.
19 sierpnia 2025 roku światowa organizacja zarządzająca sportem nałożyła na nią czteroletni zakaz z mocą wsteczną od 15 maja 2025 roku. Stwierdzono, że przyjmowała testosteron.
Złota medalistka mistrzostw Ukrainy w różnych kategoriach wiekowych (w tym seniorów) oraz reprezentantka kraju na drużynowych mistrzostwach Europy i w meczach międzypaństwowych.

## Osiągnięcia
| Rok  | Impreza                                  | Miejsce         | Konkurencja | Lokata            | Wynik (m) |
| ---- | ---------------------------------------- | --------------- | ----------- | ----------------- | --------- |
| 2011 | Mistrzostwa świata juniorów młodszych    | Lille Metropole | skok w dal  | 5. miejsce        | 6,05      |
| 2011 | Olimpijski festiwal młodzieży Europy     | Trabzon         | skok w dal  | 1. miejsce        | 6,25w     |
| 2012 | Mistrzostwa świata juniorów              | Barcelona       | skok w dal  | 8. miejsce        | 6,35      |
| 2013 | Superliga drużynowych mistrzostwa Europy | Gateshead       | skok w dal  | 10. miejsce       | 6,04      |
| 2013 | Mistrzostwa Europy juniorów              | Rieti           | skok w dal  | 3. miejsce        | 6,44      |
| 2013 | Mistrzostwa świata                       | Moskwa          | skok w dal  | el. – 25. miejsce | 6,31      |
| 2014 | Mistrzostwa świata juniorów              | Eugene          | skok w dal  | 9. miejsce        | 5,95      |
| 2015 | Halowe mistrzostwa Europy                | Praga           | skok w dal  | el. – 16. miejsce | 6,27      |
| 2015 | Młodzieżowe mistrzostwa Europy           | Tallinn         | skok w dal  | 6. miejsce        | 6,50      |
| 2016 | Mistrzostwa Europy                       | Amsterdam       | skok w dal  | 12. miejsce       | 6,29      |
| 2016 | Igrzyska olimpijskie                     | Rio de Janeiro  | skok w dal  | –                 | NM        |
| 2017 | Halowe mistrzostwa Europy                | Belgrad         | skok w dal  | 7. miejsce        | 6,59      |
| 2017 | Superliga drużynowych mistrzostw Europy  | Lille           | skok w dal  | 3. miejsce        | 6,43      |
| 2017 | Młodzieżowe mistrzostwa Europy           | Bydgoszcz       | skok w dal  | 3. miejsce        | 6,48      |
| 2017 | Mistrzostwa świata                       | Londyn          | skok w dal  | el. – 18. miejsce | 6,36      |
| 2018 | Halowe mistrzostwa świata                | Birmingham      | skok w dal  | 10. miejsce       | 6,37      |
| 2018 | Mistrzostwa Europy                       | Berlin          | skok w dal  | 2. miejsce        | 6,73      |
| 2019 | Halowe mistrzostwa Europy                | Glasgow         | skok w dal  | 3. miejsce        | 6,84      |
| 2019 | Uniwersjada                              | Neapol          | skok w dal  | 1. miejsce        | 6,84      |
| 2019 | Mecz Europa – USA                        | Mińsk           | skok w dal  | 2. miejsce        | 6,73      |
| 2019 | Mistrzostwa świata                       | Doha            | skok w dal  | 2. miejsce        | 6,92      |
| 2021 | Halowe mistrzostwa Europy                | Toruń           | skok w dal  | 1. miejsce        | 6,92      |
| 2021 | Igrzyska olimpijskie                     | Tokio           | skok w dal  | 5. miejsce        | 6,88      |
| 2022 | Halowe mistrzostwa świata                | Belgrad         | skok w dal  | 6. miejsce        | 6,73      |
| 2022 | Halowe mistrzostwa świata                | Belgrad         | trójskok    | 2. miejsce        | 14,74     |
| 2022 | Mistrzostwa świata                       | Eugene          | skok w dal  | 8. miejsce        | 6,82      |
| 2022 | Mistrzostwa świata                       | Eugene          | trójskok    | 11. miejsce       | 13,91     |
| 2022 | Mistrzostwa Europy                       | Berlin          | skok w dal  | 4. miejsce        | 6,76      |
| 2022 | Mistrzostwa Europy                       | Berlin          | trójskok    | 1. miejsce        | 15,02     |
| 2023 | II dywizja drużynowych mistrzostw Europy | Chorzów         | skok w dal  | –                 | NM        |
| 2023 | II dywizja drużynowych mistrzostw Europy | Chorzów         | trójskok    | 1. miejsce        | 14,58     |
| 2023 | Mistrzostwa świata                       | Budapeszt       | skok w dal  | el. –             | NM        |
| 2023 | Mistrzostwa świata                       | Budapeszt       | trójskok    | 2. miejsce        | 15,00     |
| 2024 | Igrzyska olimpijskie                     | Paryż           | trójskok    | 11. miejsce       | 13,98     |

## Rekordy życiowe
- skok w dal (stadion) – 6,93 (17 czerwca 2016, Łuck)
- skok w dal (hala) – 6,96 (8 lutego 2020, Toruń)
- trójskok (stadion) – 15,02 (19 sierpnia 2022, Monachium)
- trójskok (hala) – 14,74 (20 marca 2022, Belgrad)